# Рен (лист)
Рен: шаљиви лист је хумористички часопис који је излазио у Новом Саду 1867. године. Уредник је Ђорђе Рајковић и изашло је свега 5 бројева. Датуми на бројевима листа су по старом календару.

## Историјат
Рен је шаљиви лист чији је први број изашао 1. фебруара 1867. План је био да излази на 5 недеља. Последњи број је изашао 1. јуна исте године. У то време је Рајковић био секретар Матице српске у Новом Саду. Претпоставља се да је одатле и добијао финансијску помоћ за свој нови лист. Змај је нацртао насловну вињету за часопис, а слао је и различите прилоге. Насловна вињета је резана у Прагу, као и клишеа карикатура. Лист је преламан у дуплом оквиру и то је поскупљивало трошкове штампања. После 5. броја из 1. јуна 1867. године по старом календару лист је престао да излази. Рен је био последњи шаљиви лист који је издавао и уређивао Ђорђе Рајковић.
Рен је био покренут с циљем да конкурише Змају. У 5. броју Змаја за 1866. годину Јовановић је наговестио да ће уредне платише његовог листа добијати Рен под нос. Змај је желео да часопис буде прави рен, љут и лековит.
Лист се угледао на Комарца и Змаја, али је у многоме заостајао иза њих. У листу су били ретки политички текстови, а више је засниван на личним сукобима.

### Периодичност излажења
Периодичност излажења је на сваких 5 недеља.

### Сарадници листа
- Јован Јовановић Змај

### Тематика
- Преводи
- Шаљиве народне песме
- Кратке шале
- Карикатуре
- Путописи
- Енигматика
- Афоризми

## Галерија
- Рен, број 2, 1867.
- Рен, Преводи и карикатура, број 1, страна 8, 1867.
- Рен, Народна песма, број 3, страна 23, 1867.
- Рен, последњи број 5, 1867.
- Ђорђе Рајаковић